# Ölhochschule Baku

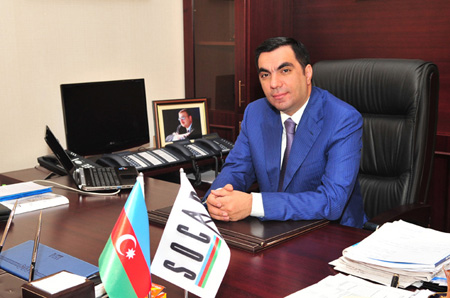
Elmar Gasimov, Rektor der BANM

Die Ölhochschule Baku (Az: Bakı Ali Neft Məktəbi - BANM) ist eine technische Hochschule in Baku, Aserbaidschan, die Fachkräfte für die Erdölindustrie ausbildet.

## Geschichte
Die Schule ist eine der jüngsten Hochschulen der Republik. Sie wurde im Jahr 2011 aufgrund eines Erlasses des Präsidenten der Republik Aserbaidschan İlham Əliyev als Betriebszweig der SOCAR gegründet.

## Auftrag
Ausbildungsziel ist die Vorbereitung hochqualifizierter Fachkräfte mit Hochschulbildung auf dem Gebiet der Petrochemie, die Unterstützung und der effektive Einsatz des Potenzials der begabten Jugendlichen bei der sozial-ökonomischen Entwicklung des Landes in enger Zusammenarbeit mit der Heriot-Watt University in Schottland.

## Partnerschaften
Der Rektor der Ölhochschule Baku, Elmar Gasimov, und der Rektor der Heriot-Watt University, Professor Stiv Chapman, haben am 6. Februar 2013 in Edinburgh (Großbritannien) ein Abkommen über die Partnerschaft im Bereich der gemeinsamen Vorbereitung der Fachmänner in den Jahren 2013–2017 unterzeichnet. Gemäß den Bedingungen des Abkommens wird die Anwendung der Lehrprogramme in der BANM mit der Teilnahme der Vertreter der Heriot-Watt University geführt. Nach dem Abschluss erhalten alle Absolventen Diplome beider Universitäten.

## Fakultäten
- Petroleum Engineering
- Chemical Engineering
- Process Automation Engineering
- Computer and Information Communication Technology
- Physical Education